# Staatslyceum Scipione Maffei

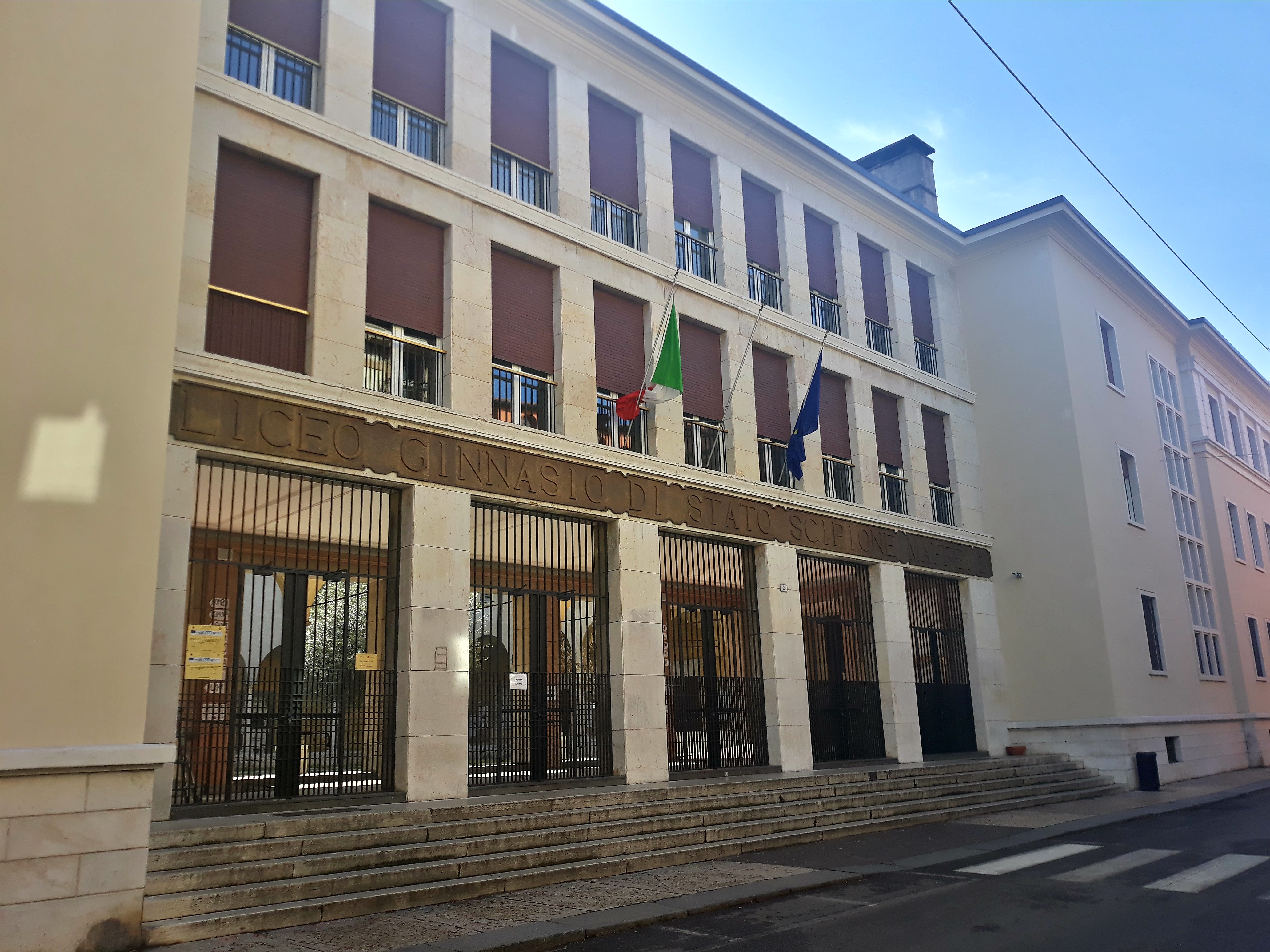
Staatslyceum Scipione Maffei in Verona, Italië

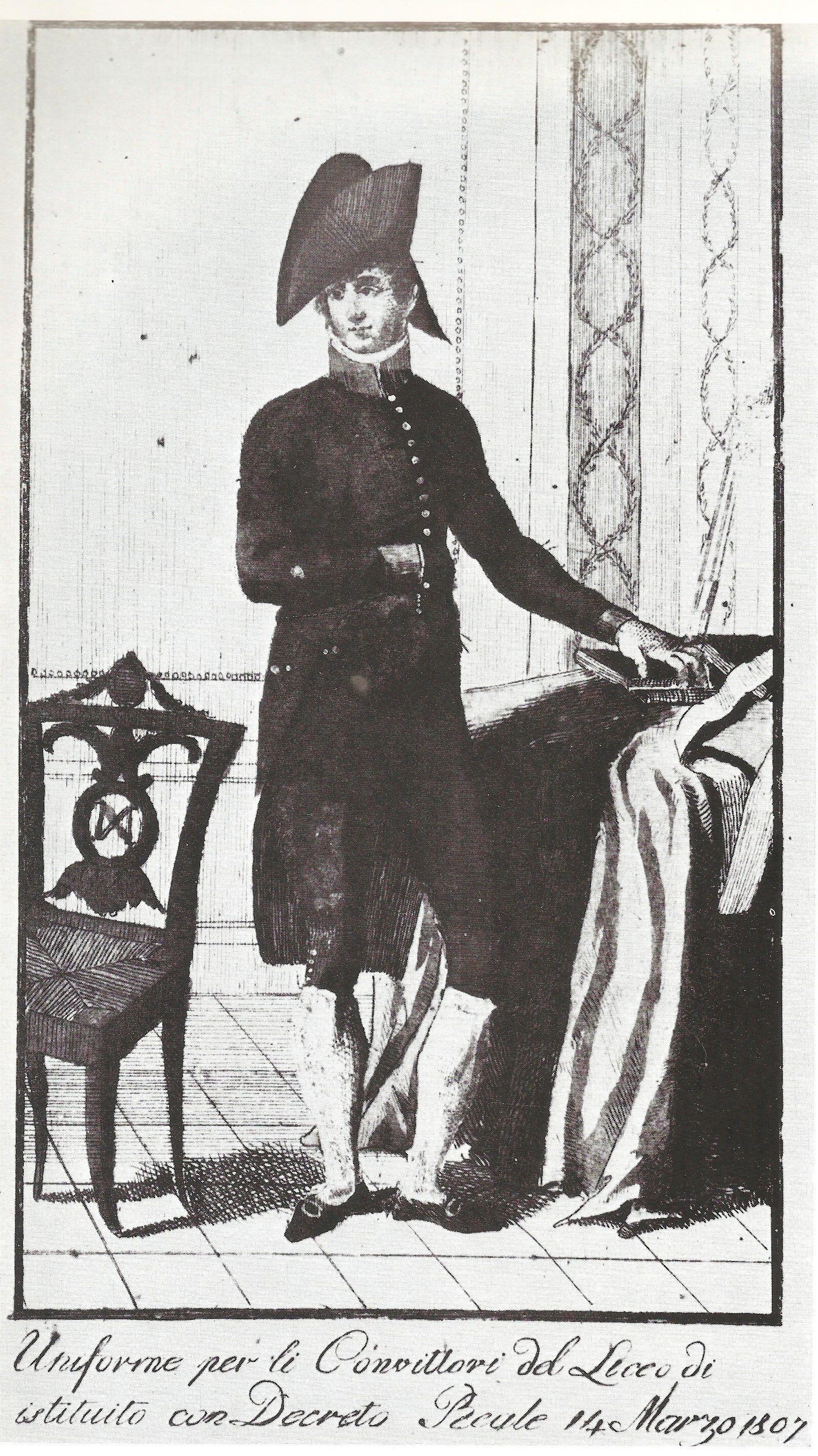
Uniform van een leerling in 1807

Het Staatslyceum Scipione Maffei (19e eeuw) is een gymnasium voor voortgezet onderwijs in Verona, een stad in de Noord-Italiaanse regio Veneto. Het onderwijs startte er in 1807. Het is de oudste school voor voortgezet onderwijs in Veneto.

## Naam
- In de Franse Tijd in Verona heette de school Staatslyceum of Liceo ginnasio statale (1807-1814).
- Tijdens het bewind van de Oostenrijkers in Verona (1814-1866) was de naam Keizerlijk Gymnasium.
- Vanaf 1866, nadat Veneto opgenomen was in het koninkrijk Italië, voegden de Italianen de naam van Scipione Maffei toe (1675-1755) toe aan de naam Koninklijk Lyceum. Dit was een eerbetoon aan markies Maffei, een taalkundige en historicus uit Verona. Na de val van de monarchie (1945) werd dit het Staatslyceum Scipione Maffei of Liceo ginnasio statale Scipione Maffei.

## Historiek

### Frans bewind
Op 18 december 1804 decreteerde Napoleon Bonaparte, heerser over de Italiaanse Republiek dat er in Verona een staatslyceum moest komen. Deze werd aanvankelijk elders georganiseerd en vanaf 1807 gehuisvest op haar definitieve plek. In 1807 besliste vicekoning Eugène de Beauharnais, vice-koning van Italië, dat de verlaten kloostergebouwen van de dominicanen konden dienen voor de school. Deze gebouwen dateerden uit de middeleeuwen. De dominicanen waren hun klooster Sant’Anastasia verloren ten gevolge van confiscatie door de Fransen. 
Het Staatslyceum bood onderwijs aan jongens aan, en dit op militaire leest. De ingangen waren bewaakt door wachtposten. Driloefeningen en klaroen spelen maakten deel uit van het onderwijs. De leerlingen en leraars waren verplicht een uniform te dragen. De lessen vonden plaats in de voormalige kloostercellen en refters van de paters. Deze lokalen waren aftands en slecht verwarmd in de winter. Enkele kamers die een raam hadden, werden verhuurd aan meisjes van lichte zeden. Op de binnenplaats stond een buste van Napoleon.

### Oostenrijks bewind
Vanaf 1814 begon het Oostenrijks bewind in Verona, binnen het brede militair-politieke kader van de Restauratie. De buste van Napoleon maakte plaats voor een van keizer Frans I. De militaire lessen werden afgeschaft. In de plaats introduceerden de Oostenrijkers lessen godsdienst en Duitse taal. Nieuw waren de straffen. Het schoolarchief vermeldt straffen voor leerlingen die weigerden Duits te leren of een speldje met de Italiaanse driekleur droegen. De straffen waren divers maar bestonden bijvoorbeeld in het dragen van een ‘kostuum van schaamte’ of met de tong een kruis op de grond tekenen. Keizer Ferdinand I en Frans-Jozef I brachten elk een bezoek aan de school.

### Koninkrijk Italië en Republiek Italië
Na het vertrek van de Oostenrijkers versierden portretten van koning Vittorio Emanuele II het schoolgebouw. Een schooldirecteur eind 19e eeuw vergeleek zijn school met een gevangenis. De kille gebouwen waren in slechte staat en hier en daar werd een oud kloosterlokaal of meubel opgefrist. Dit was ook nodig want het leerlingenaantal nam toe van enkele tientallen naar zowat vierhonderd in 1896. De eerste vrouwelijke leerling beëindigde het voortgezet onderwijs in 1883. In 1919 besliste het Ministerie van Onderwijs in Rome voor nieuwbouw doch deze liet veertig jaar op zich wachten. Pas in de jaren 1960-1963 vond er grootschalige nieuwbouw plaats.